# الزاملیه
الزاملیه (به عربی: الزاملیة) یک روستا در سوریه است که در ناحیه مرکزی مصیاف واقع شده‌است. الزاملیه ۸۷۷ نفر جمعیت دارد.